# スヒーニチ
座標: 北緯54度05分52秒 東経35度20分23秒 / 北緯54.0978度 東経35.3397度

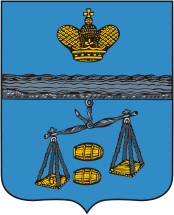
スヒーニチ市の紋章

スヒーニチ（ロシア語: Сухи́ничи, Sukhinichi）は、ロシアのカルーガ州にある町。人口は1万4806人（2021年）。 州都カルーガから南西へ105kmの場所にあり、モスクワ＝ブリャンスク＝キエフを結ぶ幹線鉄道と支線が交わる町であり、鉄道とともに栄えてきた。オカ川の左支流であるジズドラ川のさらに左支流であるブリン川沿いに位置している。スヒーニチ地区の中心地でもある。

## 歴史

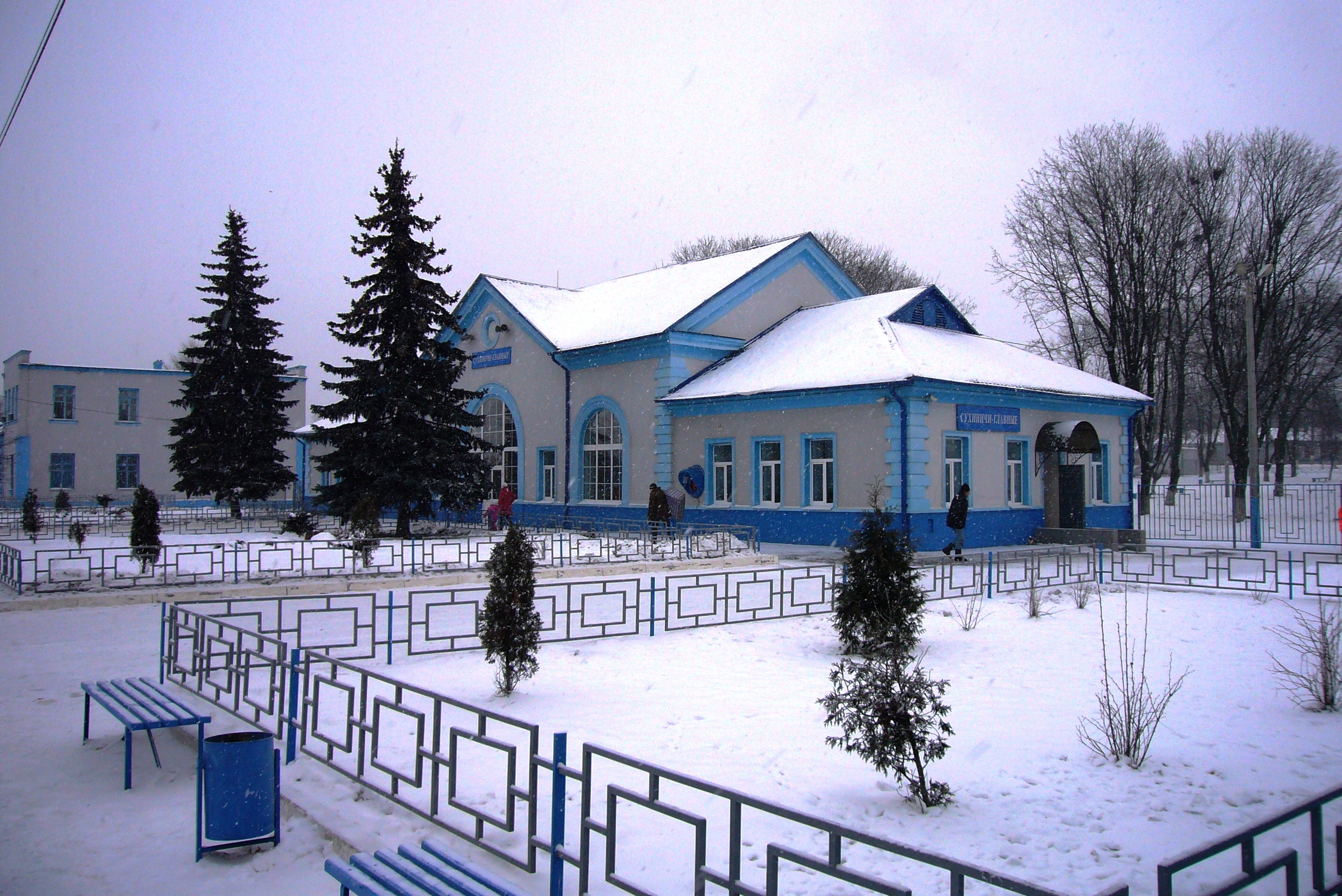
スヒーニチの鉄道駅

スヒーニチは18世紀前半に建てられた村であった。地名は、この地区の名士であったスヒーニン家の家名にちなむ。19世紀初頭、スヒーニチとその周辺の村落はロシア帝室に属する領地となり、農産物の集散などを行う場となった。1840年にはスヒーニチは市の地位を得ている。
19世紀末、スヒーニチは鉄道建設の中心になった。モスクワからキエフへ向かう鉄道にスモレンスク行きの鉄道が交わる交差点となり、町は大きく発展した。
第二次世界大戦（独ソ戦）では1941年10月7日にドイツ国防軍により占領されているが、1942年1月29日、ルジェフ＝ヴャジマ攻勢に出た赤軍西部戦線により解放された。スヒーニチは鉄道の結節点であり、その争奪は激しいものであった。

## 経済
スヒーニチには繊維工場や食品工場、楽器工場、建材工場、プラスチック製品工場などが立地している。
1899年に開通したモスクワ＝ブリャンスク＝キエフ間の幹線の駅がスヒーニチにある（モスクワからは261km）。また同年に開通したスモレンスク＝スヒーニチ＝チャプルイギン・トゥーラ間の鉄道、1935年に開通したロスラヴリ行きの鉄道がここで交差する。スヒーニチには貨物駅、車庫、修理工場などが集中している。加えて、モスクワ=ブリャンスクを経てキエフ方面につながっているM3幹線道路も町はずれを通る。